# Marant
Marant település Franciaországban, Pas-de-Calais megyében. Lakosainak száma 69 fő (2022. január 1.). Marant Aix-en-Issart, Marenla, Marles-sur-Canche és Neuville-sous-Montreuil községekkel határos.

## Népesség
A település népességének változása:
| Lakosok száma | 87   | 81   | 74   | 66   | 64   | 62   | 60   | 64   | 69   |
|               | 2013 | 2015 | 2016 | 2017 | 2018 | 2019 | 2020 | 2021 | 2022 |